# Альцеста (опера)
Альцеста (итал. Alceste) — опера австрийского композитора Кристофа Виллибальда Глюка на итальянском языке, состоящая из трёх актов. Впервые исполнена 26 декабря 1767 года в Вене. Либретто написано Раньери де Кальцабиджи по одноимённой трагедии Еврипида. Длительность оперы составляет приблизительно 2¼ часа. Глюк также написал отдельный вариант этой оперы на французском языке, который был поставлен 22 апреля 1776 года в Королевская академия музыки в Париже. Либретто для неё написал Ф. Леблан дю Рулле. Французский вариант отличается от итальянского как текстово, так и музыкально.

## Действующие лица
- Аполлон (баритон)
- Адмет, царь Фессалии (тенор)
- Альцеста, его жена (сопрано)
- Эвандер, придворный Адмета (тенор)
- Геракл (бас)
- Герольд (бас)
- Танатос, бог Смерти (бас)
- Верховный жрец Аполлона (бас)
- Эвмелио, царский сын (сопрано)
- Аспазия, царская дочь (сопрано)
- Исмена, прислужница Альцесты (сопрано)
- Оракул (бас)

Приближённые Адмета, жрецы храма Аполлона, народ, боги и демоны подземного царства (хор).

## Сюжет
Действие происходит в Фессалии, в древние, архаичные времена.

### Акт первый
- Картина первая

На центральной площади в столице Фессалии, городе Феры, собираются толпы народа. Горожанам доподлинно известно, что их доброму и справедливому правителю, царю Адмету, жить осталось считанные часы. Ведь он болен неизлечимой болезнью. Герольд сообщает эту новость собравшимся, погружённым в скорбь. Вдруг из царского дворца выходит супруга царя, Альцеста, со своими двумя малолетними детьми. Царица вновь обращается с мольбой к богам. Они должны помочь Альцесте и народу Фессалии спасти царя. Вместе с толпой царица следует в храм Аполлона, чтобы там жертвами и молитвами склонить богов к милосердию.
- Картина вторая

В храме курятся благовония, приносятся жертвы Аполлону. Альцеста стоит на коленях перед алтарём и вместе с верховным жрецом молит златокудрого бога помочь ей. Аполлон услышал Альцесту, алтарь его освещается, и оракул выносит приговор: «Жизнь Адмету будет сохранена, если кто-либо из смертных добровольно согласится сойти за него в царство мёртвых». Народ, услышав это пророчество, безмолвствует. Тщетно надеется Альцеста, что найдётся смельчак, готовый отдать свою жизнь за царя. Тогда она принимает решение: «Жизнь без любимого оскорбляет саму жизнь». Она готова умереть, чтобы спасти мужа. «Твоя жертва принята богами!» — провозглашает верховный жрец.

### Акт второй
Во дворце Адмета пышно празднуется его выздоровление. Царь благодарит придворного лекаря. Однако его приближённый, Эвандер, предупреждает его — по воле богов жить он будет лишь в том случае, если за него умрёт некто другой. Входит в зал Альцеста, погружённая в скорбь. Ей тяжело расставаться с любимыми детьми, но она должна исполнить свой долг. Адмет допытывается у неё, в чём причина её печали, и царица признаётся ему: она по воле богов отдаст свою жизнь, чтобы спасти дорогого ей мужа. Адмет потрясён, он не в силах принять такую жертву. Но приговор богов уже вынесен, Альцеста должна умереть. Тогда царь решает уйти вместе с ней в мир теней, страшный подземный Аид.

### Акт третий
- Картина первая

Народ собирается на главной площади Фер. Все оплакивают трагическую судьбу Адмета и его преданной супруги, Альцесты. Но вот в городских воротах появляется великий герой Греции, Геракл, близкий друг Адмета. Уже давно он обещал посетить Фессалию и погостить у царя и его прекрасной жены. Узнав о страшной судьбе, уготованной богами его друзьям, Геракл клянётся защитить их от злого Рока.
- Картина вторая

У входа в Подземное царство замерла в страхе Альцеста. Как же жестоко со стороны бессмертных богов лишать её жизни в самом расцвете красоты и молодости! Где-то рядом журчит ручей в Аиде, зовёт её войти. Пора! Но тут внезапно раздаётся хор теней из мрачного Аида: «Погоди ещё немного. Не спеши. Дождись ночи!». Появляется Адмет. Он готов последовать за любимой Альцестой даже в скорбное Царство мёртвых. Но вот из мрака выступает бог смерти Танатос. Он объявляет, что жребий богов пал только на Альцесту. Её он забирает с собой. Адмету же дарована жизнь, он должен уважать волю бессмертных и вернуться. Альцеста прощается с супругом и уходит в Подземелье. В этот миг в Аид спускается Геракл. В жестокой и страшной схватке с Танатосом он одерживает победу и возвращает Альцесту к жизни. Царица соединяется с Адметом и Аполлон благословляет их брак на долгие годы.